# Gangsta Crunk
Albums de Daz Dillinger
Tha Dogg Pound Gangsta LP
(2005) So So Gangsta
(2006)
Gangsta Crunk est le septième album studio de Daz Dillinger, sorti le 31 mai 2005.

## Liste des titres
| No  | Titre                                                               | Durée |
| --- | ------------------------------------------------------------------- | ----- |
| 1.  | Intro (Penitentiary Chances) (featuring Tha Infamous et Lil' Larry) | 2:25  |
| 2.  | Now Dat's Gangsta                                                   | 4:52  |
| 3.  | It All Goes Down (Skit)                                             | 1:06  |
| 4.  | We Mean Bizniz                                                      | 4:12  |
| 5.  | Put'n It Down (Skit)                                                | 0:38  |
| 6.  | We Gon' Sho U                                                       | 3:19  |
| 7.  | I'm Lookin for Dat Gangsta Bitch                                    | 4:31  |
| 8.  | Can I Bounce Dat                                                    | 4:15  |
| 9.  | Bigg O'Butt                                                         | 3:53  |
| 10. | Tow Up from Tha Flo' Up (featuring Mz. Maya)                        | 4:49  |
| 11. | Run Up & Git Dun Up (featuring Bigg Baby)                           | 4:01  |
| 12. | It's Tyme to Ride On 'Em (featuring Yo Gotti)                       | 5:00  |
| 13. | A License to Kill                                                   | 4:11  |